# Horno del caserío Ollerías
El horno del caserío Ollerías, construido en 1711, es un horno cerámico de ventilación ascendente o tiro vertical localizado en el término de Ollerías en Villarreal de Álava (Álava, España).

## Descripción
Se trata de un elemento arquitectónico de planta cuadrangular que se eleva en altura, dotado de cubiertas que protege los muros y el interior de la cámara de cocción.
Se apareja en mampostería vista, consolidada recientemente. Horno articulado en dos cámaras: la inferior o de combustión y la superior o de cocción.
Ambas se encuentran deterioradas, especialmente la segunda que presenta revestimiento de ladrillo en deficiente estado.
Se trata de una de las pocas muestras conservadas de arquitectura relacionada con la alfarería en el País Vasco.

## Véase también

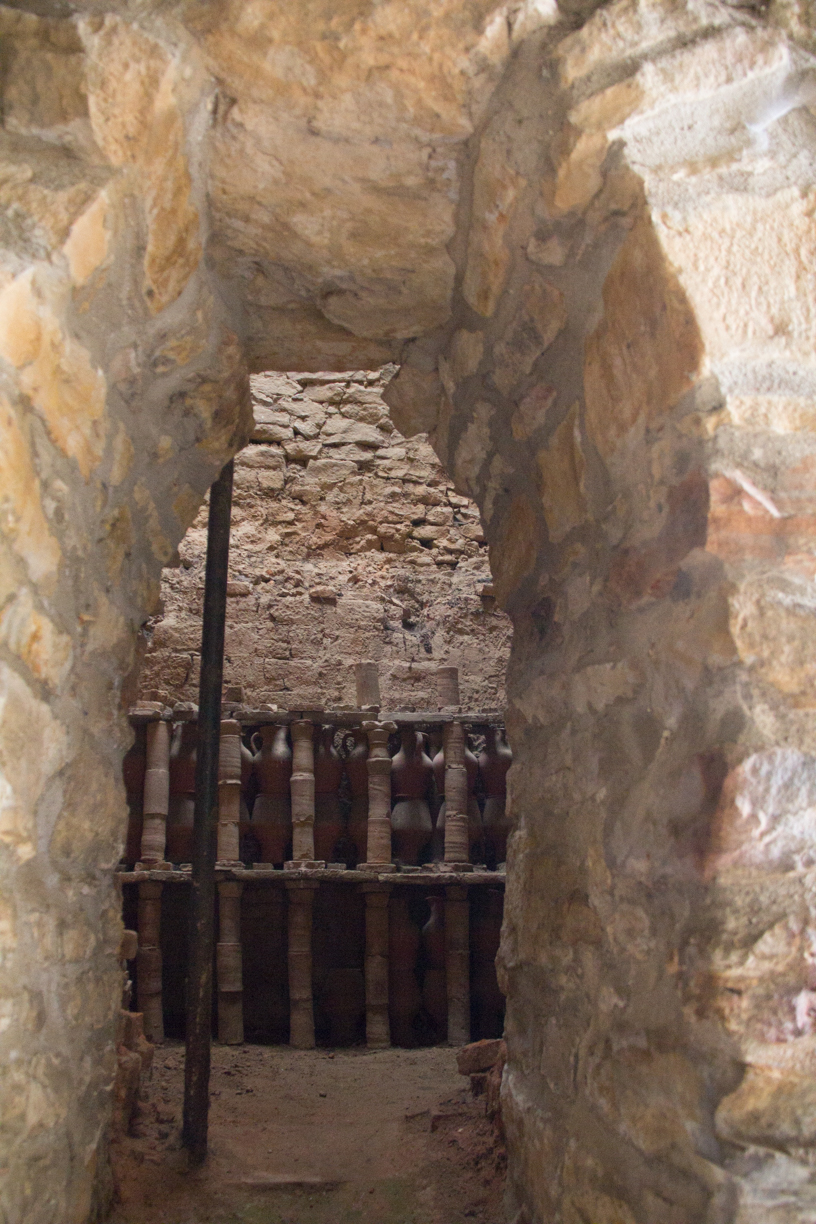
Interior